# April 1933
| Deze maand                                                                                             |
| --- |
| - Anti-Joodse maatregelen in Duitsland - Bier gelegaliseerd in VS - Japan rukt op voorbij Chinese Muur |

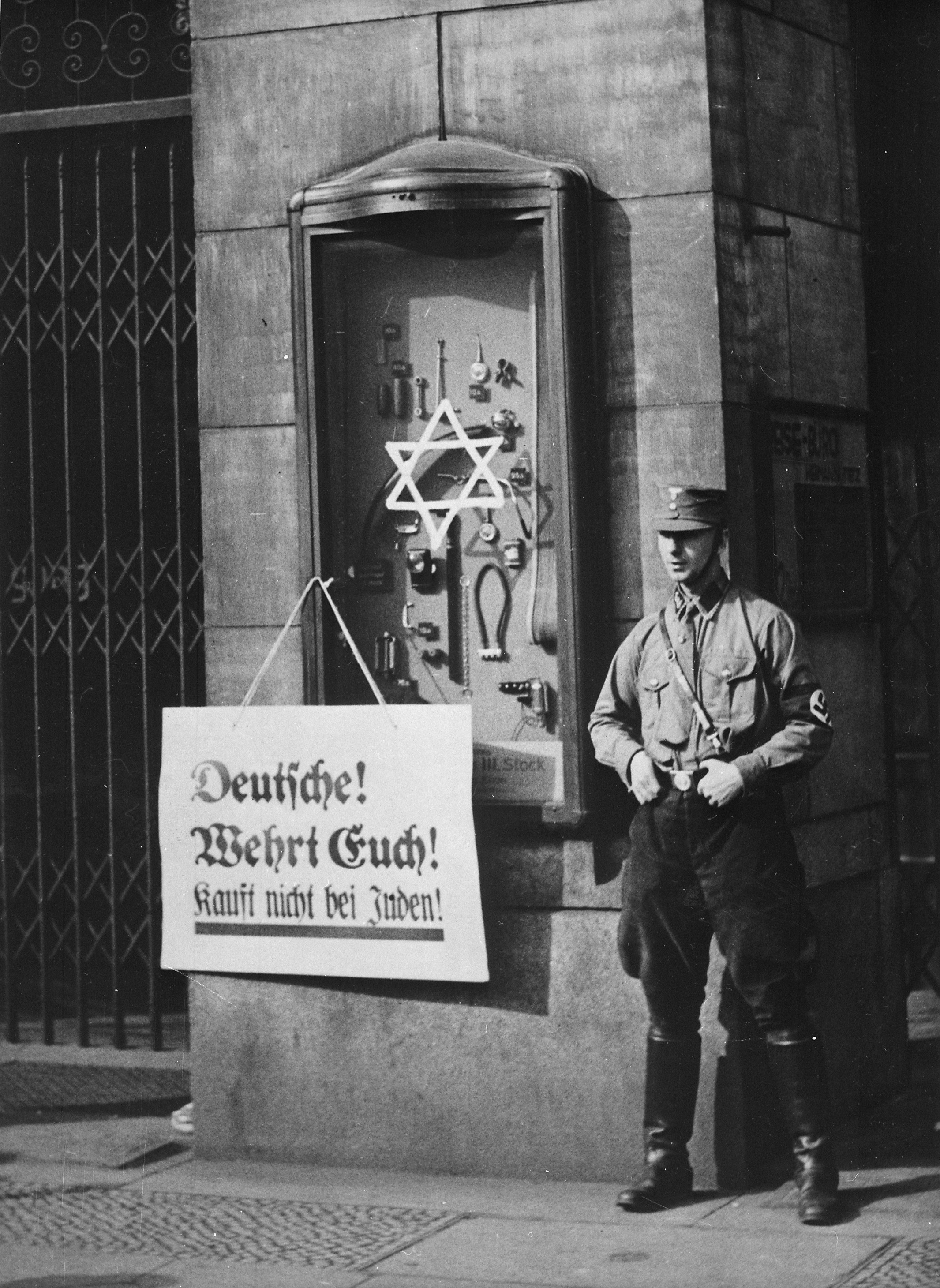
Boycot van Joodse winkels

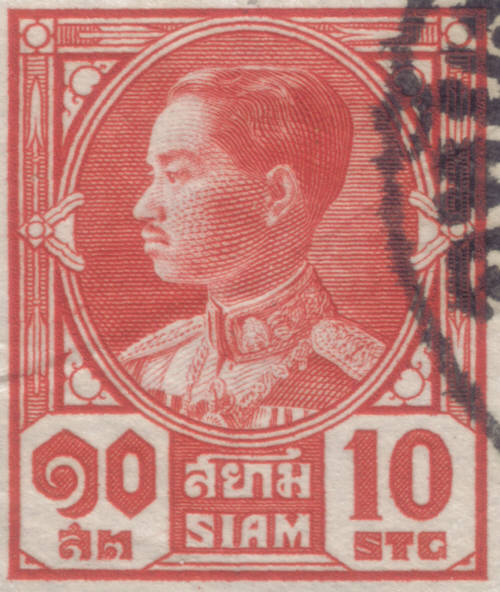
Rama VII (Prajadhipok)

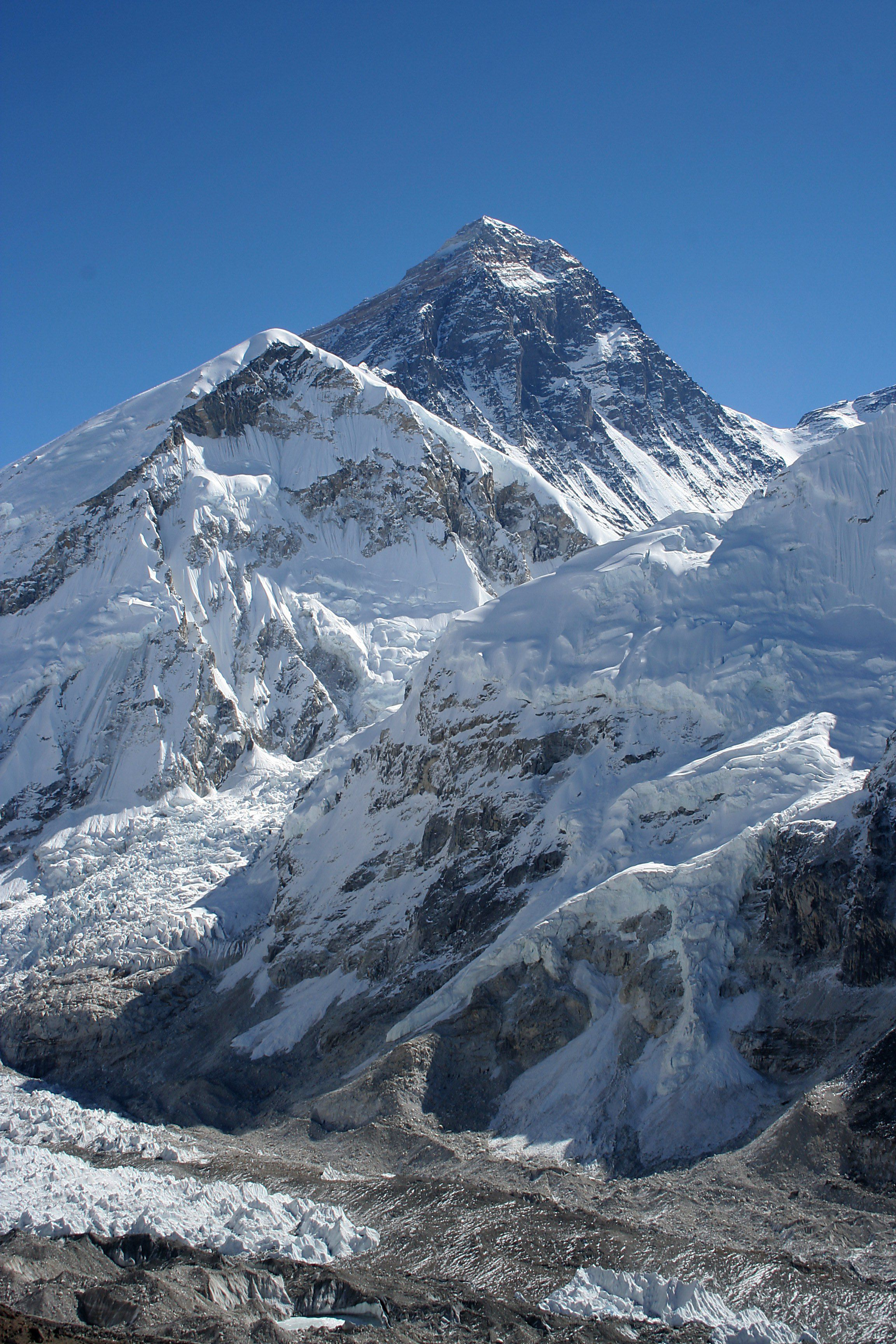
Mount Everest

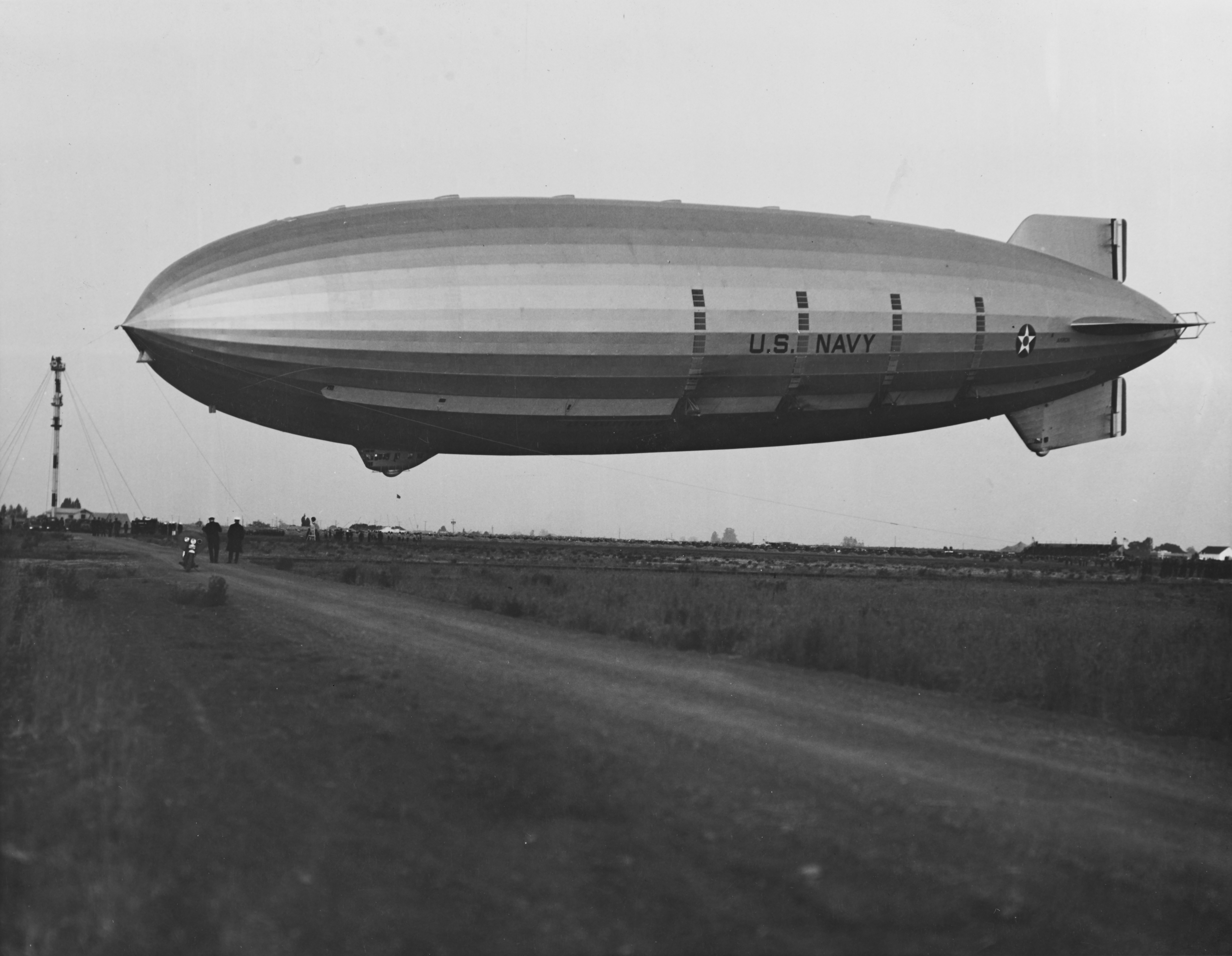
USS Akron

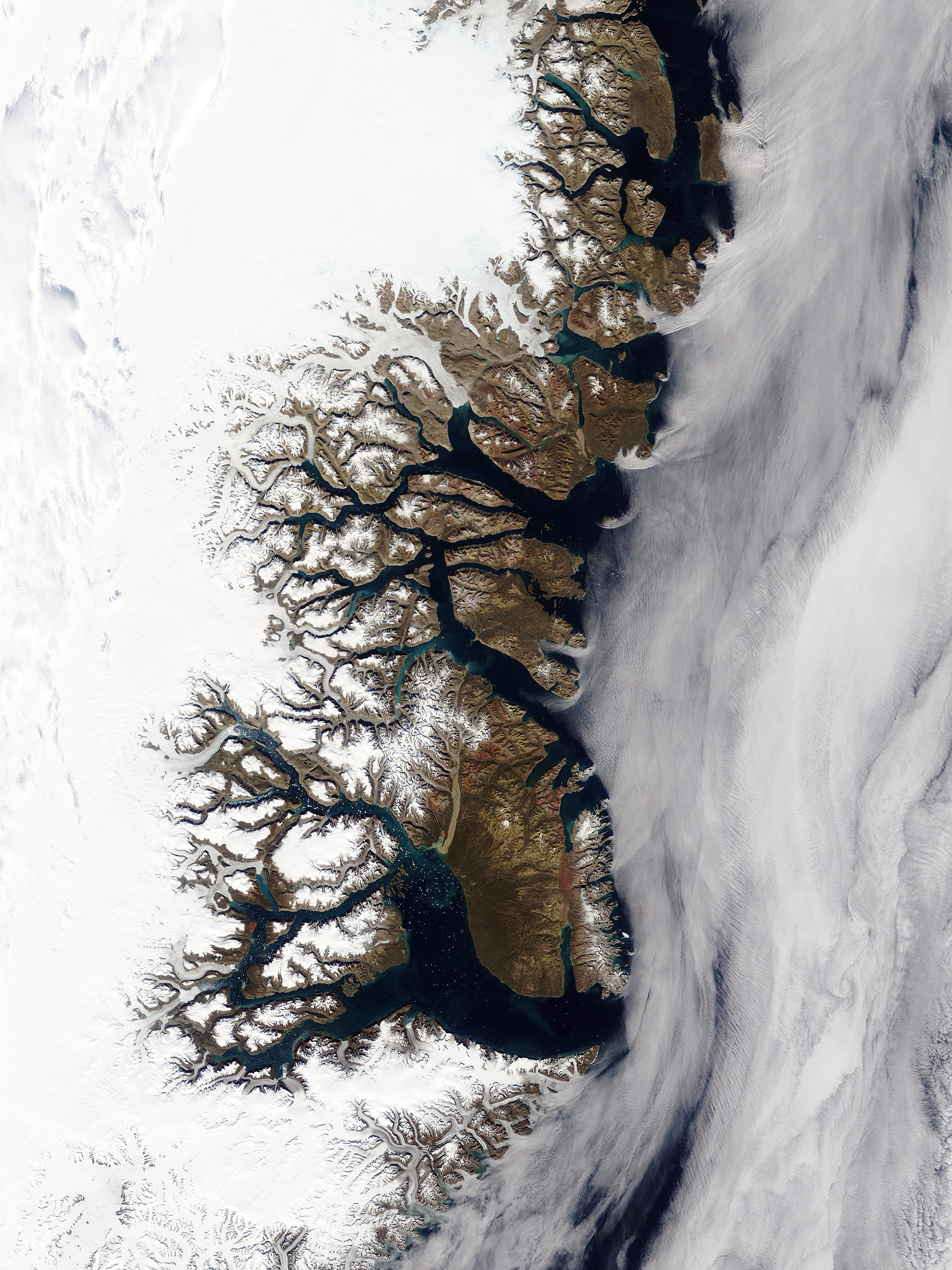
Oost-Groenland

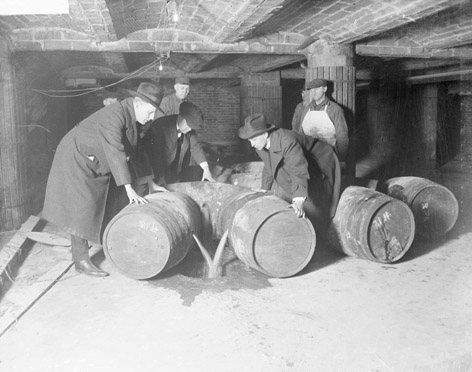
drooglegging

De volgende gebeurtenissen speelden zich af in april 1933.
Sommige gebeurtenissen kunnen een of meer dagen te laat zijn vermeld doordat ze soms op de datum staan aangegeven waarop ze bekend zijn geworden in plaats van de datum waarop ze werkelijk hebben plaatsvonden.
- 1: De NSDAP houdt een grootschalige boycot tegen Joodse winkels, dokters en advocaten.
- 1: Op Duitse middelbare en hogere scholen wordt een numerus clausus tegen Joden ingesteld (er mogen niet meer dan een evenredig aantal Joodse studenten inschrijven). Hetzelfde geldt voor de beroepen van advocaat en dokter.
- 1: Alle provincieregeringen in Duitsland krijgen dictatoriale volmachten vergelijkbaar met die van de nationale regering. Alle parlementen worden ontbonden, en vervangen door parlementen met dezelfde verhouding als de Rijksdag, waarbij de door de KPD gewonnen zetels niet meetellen.
- 1: In Joegoslavië wordt een muiterij van Kroatische signatuur in de marine neergeslagen.
- 2: De boycot van Joden in Duitsland wordt opgeschort.
- 2: Koning Prajadhipok van Siam pleegt een staatsgreep. Hij kondigt de staat van beleg af, ontbindt de regering en schort de grondwet op.
- 3: Duitsers hebben een visum nodig om naar het buitenland te mogen reizen.
- 3: Twee Britse vliegtuigen vliegen over Mount Everest.
- 3: In de Verenigde Staten wordt een wet aangenomen die strengere straffen stelt op het openbaren van staatsgeheimen.
- 4: Het Amerikaanse luchtschip Akron stort bij de kust van New Jersey in zee. Slechts 4 van de 77 in het luchtschip aanwezige personen worden gered.
- 4: De boycot van Joden in Duitsland wordt voorlopig niet hervat.
- 5: Het Schutzverband Deutscher Schriftsteller ontneemt diverse communistische en links-radicale schrijvers hun lidmaatschap.
- 5: In het conflict tussen Noorwegen en Denemarken betreffende de status van Oost-Groenland spreekt het Permanente Hof van Internationale Justitie zich uit ten gunste van Denemarken.
- 6: In Duitsland wordt vanaf 1 mei het slachten van dieren zonder voorafgaande verdoving (in het bijzonder joods ritueel slachten) verboden.
- 6: Japan onderneemt een offensief in de Chinese provincie Tsjakar en rukt op naar de hoofdstad Dalanor.
- 6: Thomas Esser, Centrumafgevaardigde en vicepresident van de Rijksdag, wordt gearresteerd op verdenking van corruptie.
- 6: In 19 staten in de Verenigde Staten wordt het drankverbod opgeheven. Drank met maximaal 3.5% alcohol mag weer verkocht worden.
- 7: In alle Duitse provincies worden stadhouders aangesteld. Deze krijgen bevoegdheden betreffende benoeming en ontslag van de regering, afkondiging van wetten et cetera. Rijkskanselier Adolf Hitler wordt stadhouder van Pruisen.
- 8: In Duitsland worden Joden uitgesloten van de ambtenarij.
- 10: In Polen vinden anti-Duitse betogingen plaats. In Łódź leiden deze tot onlusten tegen het Duitse consulaat.
- 11: In Denemarken wordt een fascistische organisatie opgericht.
- 11: In Portugal treedt de nieuwe grondwet in werking, waarmee de militaire dictatuur officieel beëindigd wordt.
- 12: Hermann Göring wordt benoemd tot premier van Pruisen. Hij volgt Franz von Papen op.
- 14: Mantsjoekwo en Japan eisen teruggave van spoormaterieel dat door de Sovjet-Unie zou worden achtergehouden.
- 15: In Bulgarije worden de zetels van de communistische Arbeiderspartij ongeldig verklaard.
- 15: Peru aanvaardt het voorstel van de Volkenbond om Leticia, totdat er een beslissing is gevallen in het conflict met Colombia, onder internationaal toezicht te plaatsen.
- 17: De Sovjet-Unie protesteert bij Japan wegens diverse acties rond de Oost-Chinese spoorweg, waardoor spoorverkeer tussen Rusland en het Verre Oosten onmogelijk wordt. Het door Mantsjoekwo geëiste materieel wordt niet teruggegeven, daar het om Russisch materieel zou gaan.
- 17: Japanse en Mantsjoerijse troepen bezetten gebieden ten zuiden van de Grote Muur.
- 18: Het Huis van Afgevaardigden keurt een wet goed die het de president mogelijk maakt een wapenembargo in te stellen tegen een land dat een oorlog is begonnen.
- 19: Vanwege een rechtszaak waarin een aantal Britse ingenieurs in de Sovjet-Unie is veroordeeld voor sabotage, stelt het Verenigd Koninkrijk een handelsembargo in tegen veel Russische producten.
- 19: De uitvoer van goud uit de Verenigde Staten wordt opnieuw verboden. De regering erkent dat daarmee de facto van de gouden standaard is afgestapt.
- 19: Nederland en Japan sluiten een verdrag om onderlinge conflicten door middel van arbitrage op te lossen.
- 22: De Sovjet-Unie verbreekt de handelsbetrekkingen met het Verenigd Koninkrijk.
- 22: Mantsjoekwo eist in een ultimatum teruggave van het gewenste materieel voor 10 mei, en zal anders de grens volledig sluiten.
- 23: Japan staakt haar opmars ten zuiden van de Chinese Muur, omdat het van mening is dat de Chinezen voldoende ver zijn teruggedrongen.
- 24: Canada stapt af van de gouden standaard.
- 25: Niet-Arische Duitsers mogen slechts zeer beperkt meer van hoger onderwijs gebruikmaken.
- 26: De NSDAP stelt per 1 mei een ledenstop in.
- 26: De regering van Estland treedt af na een conflict met het parlement over de economische politiek.
- 26: Hermann Göring splitste de Pruisische geheime politie af van de gewone politie en vormde daaruit het Geheime Staatspolizeiamt (Gestapa), later Gestapo genoemd.
- 26: In Nederland leveren de verkiezingen van de Tweede Kamer geen grote verschuivingen. De CPH stijgt van 2 naar 4 zetels. Zie: Tweede Kamerverkiezingen 1933
- 27: Rudolf Hess wordt door Adolf Hitler benoemd tot diens plaatsvervanger als partijleider.
- 27: De Stahlhelm en zijn leider Franz Seldte treden toe tot de NSDAP.
- 27: President Roosevelt kondigt een moratorium af op de oorlogsschulden tot na de te houden internationale economische conferentie.
- 28: In Wenen wordt een aantal communistische leiders gearresteerd.
- 28: De Belgische regering wenst uitgebreide volmachten tot het uitvoeren van bezuinigingen.
- 29: In Duitsland wordt een zwarte lijst gepubliceerd van auteurs wier boeken uit openbare bibliotheken dienen te worden verwijderd.
- 29: De senaat aanvaardt de inflatieplannen van president Roosevelt:
  - steun aan de boeren
  - verlaging van het goudgehalte van de dollar tot minimaal 50%
  - zilver toelaten als betaling van de oorlogsschulden
- 29: In de Volkenbond wordt een bezwaarschrift voorbereid tegen de behandeling van de Joden in Duitsland.
- 30: Luis Miguel Sánchez Cerro, de president van Peru, komt om bij een aanslag.

En verder:
- De vlucht van Joden uit Duitsland, vooral naar Denemarken en Nederland, neemt nog steeds toe.

← · januari · februari · maart · april · mei · juni · juli · augustus · september · oktober · november · december ·  →